# Ligne Senseki-Tōhoku
La ligne Senseki-Tōhoku (仙石東北ライン, Senseki-Tōhoku Rain) est une ligne ferroviaire dans la préfecture de Miyagi, au Japon. Elle appartient au réseau de la compagnie East Japan Railway Company (JR East) et relie la gare de Sendai à la gare d'Ishinomaki. Cette ligne n'a pas de voies dédiées en dehors du raccord Senseki-Tōhoku et emprunte des sections des lignes Tōhoku et Senseki.

## Histoire
La ligne est mise en service le 30 mai 2015 à la suite de la construction d'un raccord de 300 m entre les lignes Tōhoku et Senseki et la fin de la remise en état de la ligne Senseki endommagée lors du séisme de 2011 de la côte Pacifique du Tōhoku.

## Caractéristiques

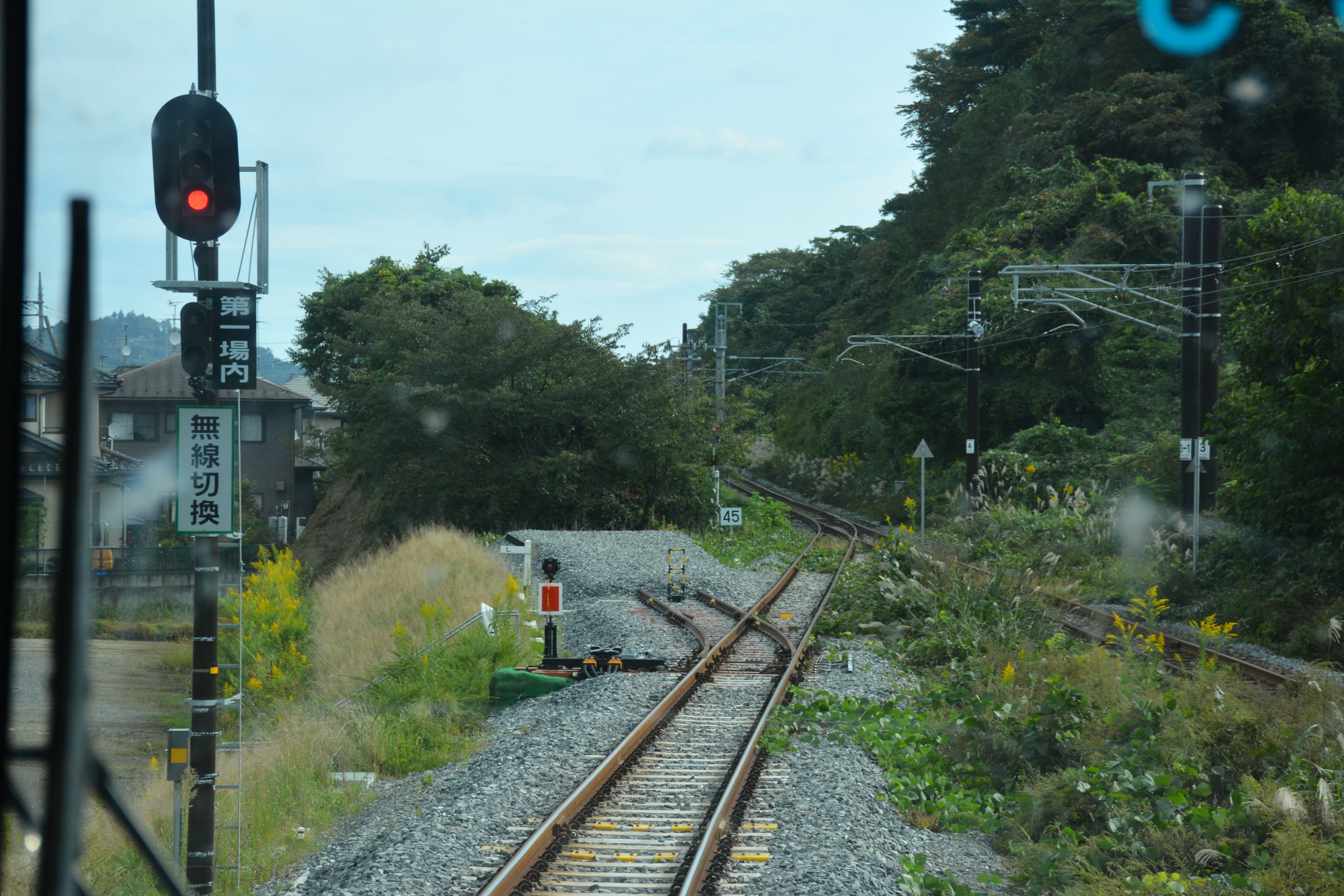
Vue du raccord Senseki-Tōhoku.

### Ligne
- Longueur : 47,2 km
- Ecartement : 1 067 mm
- Nombre de voies : 
  - Double voie de Sendai au raccord Senseki-Tōhoku
  - Voie unique du raccord Senseki-Tōhoku à Ishinomaki

### Services
Trois services existent :
- Green Rapid : dessert toutes les gares entre Sendai et Ishinomaki, sauf Ishinomakiayumino en direction d'Ishinomaki.
- Red Rapid : dessert Sendai et Shiogama, puis toutes les gares jusqu'à Ishinomaki sauf Ishinomakiayumino. Certains trains continuent sur la ligne Ishinomaki jusqu'à la gare d'Onagawa.
- Special Rapid : ne dessert que les gares de Sendai, Shiogama, Takagimachi, Yamoto et Ishinomaki.

### Liste des gares
| Ligne                  | Gare              | Nom japonais | Distance depuis Sendai (km) | Correspondances | Ville             |
| ---------------------- | ----------------- | ------------ | --------------------------- | --- | ----------------- |
| Tōhoku                 | Sendai            | 仙台         | 0                           | JR East Shinkansen : Akita, Tōhoku JR East : Jōban, Senzan, Senseki, Tōhoku Sendai Airport Transit : Aéroport de Sendai Métro de Sendai : Namboku, Tōzai | Sendai            |
| Tōhoku                 | Higashi-Sendai    | 東仙台       | 4,0                         | | Sendai            |
| Tōhoku                 | Iwakiri           | 岩切         | 8,1                         | JR East : Tōhoku (Branche de Rifu) | Sendai            |
| Tōhoku                 | Rikuzen-Sannō     | 陸前山王     | 10,4                        | | Tagajō            |
| Tōhoku                 | Kokufu-Tagajō     | 国府多賀城   | 11,7                        | | Tagajō            |
| Tōhoku                 | Shiogama          | 塩釜         | 13,4                        | JR East : Tōhoku | Shiogama          |
| Raccord Senseki-Tōhoku |                   |              |                             | |                   |
| Senseki                | Takagimachi       | 高城町       | 23,7                        | JR East : Senseki | Matsushima        |
| Senseki                | Nobiru            | 野蒜         | 31,6                        | | Higashimatsushima |
| Senseki                | Rikuzen-Ono       | 陸前小野     | 34,2                        | | Higashimatsushima |
| Senseki                | Yamoto            | 矢本         | 38,4                        | | Higashimatsushima |
| Senseki                | Rikuzen-Akai      | 陸前赤井     | 41,3                        | | Higashimatsushima |
| Senseki                | Ishinomakiayumino | 石巻あゆみ野 | 43,4                        | | Ishinomaki        |
| Senseki                | Hebita (ja)       | 蛇田         | 44,8                        | | Ishinomaki        |
| Senseki                | Rikuzen-Yamashita | 陸前山下     | 45,8                        | | Ishinomaki        |
| Senseki                | Ishinomaki        | 石巻         | 47,2                        | JR East : Ishinomaki (interconnexion) | Ishinomaki        |

### Matériel roulant
La ligne est parcourue par des rames hybrides de la série HB-E210.